# Hiroaki Harada
Pour les articles homonymes, voir Harada.
Hiroaki Harada (原田 裕成, Harada Hiroaki, né le 11 août 1993) est un coureur cycliste japonais, spécialiste des épreuves d'endurance sur piste.

## Palmarès

### Championnats d'Asie
- Izu 2016
  -  Médaillé d'argent de la poursuite par équipes
- New Dehli 2017
  -  Médaillé de bronze de la poursuite par équipes

### Championnats nationaux
- Champion du Japon de l'américaine : 2014 (avec Eiya Hashimoto)
- Champion du Japon du scratch : 2014